# Khonkhwa
Khonkhwa is een dorp in het district Southern in Botswana. De plaats telt 475 inwoners (2011).